# Romuald Twardowski
Pour les articles homonymes, voir Twardowski.
Romuald Twardowski est un compositeur polonais né le 17 juin 1930 à Vilno (Pologne, ou plutôt dans Deuxième république de Pologne, État souverain aujourd’hui disparu dont les frontières ne correspondent pas à celles de la Pologne actuelle), aujourd'hui Vilnius en Lituanie, et mort à Varsovie le 13 janvier 2024.

## Biographie
Romuald Twardowski fait ses études au Conservatoire de Vilnius auprès de Julius Juzeliūnas, puis au Conservatoire de Varsovie auprès de Bolesław Woytowicz. Il complète ses études auprès de Nadia Boulanger à Paris.

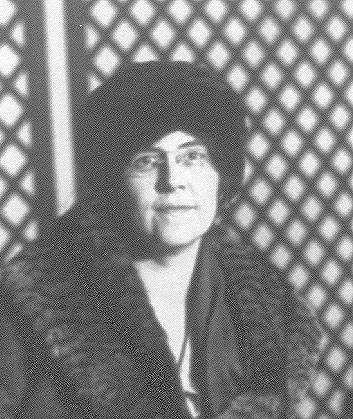
Nadia Boulanger

À partir de 1972, il est professeur à l'université de musique Frédéric-Chopin.
Il meurt à  Varsovie le 13 janvier 2024 à l’âge de 93 ans.

## Distinctions
Romuald Twardowski est le lauréat de nombreux prix : 
- 1961 : 1er prix au Concours de Jeunes de l'Association des compositeurs polonais.
- 1963 : 2e prix de la Tribune internationale de compositeurs UNESCO.
- 1965 : Festival du Printemps de Prague
- 1966 : 1er prix Concours international de compositeurs à Prague.

## Œuvres
Ses œuvres les plus importantes sont :
- 1959 : Petite symphonie pour cordes, piano et percussion.
- 1979 : Sequentiae de SS. Patronis Polonis pour baryton, chœur et orchestre.
- 1968 : Petite liturgie orthodoxe pour ensemble vocal et orchestre de chambre.
- 1973 : Lord Jim, opéra.
- 1975 : Deux paysages pour orchestre.
- 1984 : Concert pour piano.

Œuvres chorales
- 1961 : Carmina mortuis ;
- 1965 : Madrigal ;
- 1974 : Preludio et toccata ;
- 1991 : Triptyque œcuménique : 1) Alléluia, 3e prix Florilège vocal de Tours 1991 ; 2) Hosanna 1992 ; 3) non connu.